# Lindsey Thomas
Lindsey Thomas (Saint-Claude, 27 aprile 1995) è una calciatrice francese, attaccante della Juventus e della nazionale francese.

## Carriera

### Club
Nata a Saint-Claude in Guadalupa, ma cresciuta a Terre-de-Haut, piccola isola dell'arcipelago delle Îles des Saintes, a 7 anni ha iniziato a giocare a calcio nell'AJS Saintoise, società sportiva dell'isola. Lì ha giocato per 7 anni assieme ai ragazzi, essendo l'unica ragazza dell'isola a giocare a calcio. Nel 2010 si è trasferita a Bordeaux in Francia, andando a giocare all'EJS Blanquefortaise.
Nel 2011, dopo un anno a Bordeaux, si trasferì al Montpellier, dove ha giocato per tre stagioni nei campionati giovanili, vincendo il campionato nazionale giovanile nel 2012 e nel 2013, e venendo anche convocata in prima squadra in diverse occasioni. Per la stagione 2015-16 venne mandata in prestito in Svizzera al Basilea, partecipante al campionato di Lega Nazionale A, mettendosi in luce col numero di reti realizzate sia in campionato che in coppa. Nella stagione 2016-2017 giocò con la maglia del Montpellier, mettendo a segno 14 reti tra campionato e coppa di Francia, e guadagnandosi il rinnovo del contratto per altri tre anni a fine stagione. A inizio dicembre 2017 venne mandata in prestito al Bordeaux fino a fine stagione, continuando a giocare in Division 1. Per la stagione successiva venne mandata nuovamente in prestito, questa volta al Digione, società neopromossa in Division 1. A Digione giocò da titolare per tutto il campionato, realizzando 4 reti.
Nell'estate 2019 lasciò il Montpellier e la Francia e si trasferì in Italia alla Roma, partecipante al campionato di Serie A. Ha giocato per la Roma per due stagioni consecutive, vincendo la Coppa Italia 2020-21 e risultando la migliore marcatrice della squadra nella stagione 2019-20. Nell'estate 2021 si è trasferita al Milan, rimanendo a giocare in Serie A, e facendo anche il suo esordio in UEFA Women's Champions League nel turno di qualificazione nell'edizione 2021-22.
Rimasta svincolata, il 10 giugno 2023 Thomas firma un contratto biennale con la Juventus, sempre in Serie A. Nel luglio del 2024, rinnova il proprio contratto fino al 30 giugno 2026.

### Nazionale
Nel 2013 venne convocata dal selezionatore della nazionale francese Under-19 Gilles Eyquem per la fase finale del campionato europeo di categoria. Venne impiegata in due delle cinque le partite giocate dalle Bleues, che poi vinsero la finale per 2-0 sull'Inghilterra. Con l'Under-19 ha giocato in tutto 5 partite e segnato una sola rete nella vittoria per 7-0 sulla Bulgaria nel corso delle qualificazioni al campionato europeo 2014.
Nel 2014 Eyquem la inserì nella rosa della nazionale Under-20 che prese parte al campionato mondiale 2014, disputatosi in Canada. Le Bleues conclusero al terzo posto dopo aver vinto la finalina 3-2 sulla Corea del Nord e Thomas venne impiegata in due dei sei incontri disputati dalla Francia.
Tra il 2017 e il 2019 ha collezionato anche 16 presenze e 9 reti con la maglia della nazionale B della Francia.
Il 7 ottobre 2022 ha fatto il suo esordio nella nazionale maggiore, scendendo in campo a metà del secondo tempo nell'amichevole persa 2-1 a Dresda contro la Germania.

## Statistiche

### Presenze e reti nei club
Statistiche aggiornate al 17 maggio 2025.
| Stagione           | Squadra            | Campionato         | Campionato | Campionato | Coppe nazionali | Coppe nazionali | Coppe nazionali | Coppe continentali | Coppe continentali | Coppe continentali | Altre coppe | Altre coppe | Altre coppe | Totale | Totale |
| Stagione           | Squadra            | Comp               | Pres       | Reti       | Comp            | Pres            | Reti            | Comp               | Pres               | Reti               | Comp        | Pres        | Reti        | Pres   | Reti   |
| ------------------ | ------------------ | ------------------ | ---------- | ---------- | --------------- | --------------- | --------------- | ------------------ | ------------------ | ------------------ | ----------- | ----------- | ----------- | ------ | ------ |
| 2011-2012          | Montpellier        | D1                 | 0          | 0          | CF              | 1               | 0               | -                  | -                  | -                  | -           | -           | -           | 1      | 0      |
| 2012-2013          | Montpellier        | D1                 | 1          | 0          | CF              | 0               | 0               | -                  | -                  | -                  | -           | -           | -           | 1      | 0      |
| 2013-2014          | Montpellier        | D1                 | 0          | 0          | CF              | 1               | 2               | -                  | -                  | -                  | -           | -           | -           | 1      | 2      |
| 2014-2015          | Montpellier        | D1                 | 11         | 5          | CF              | 5               | 2               | -                  | -                  | -                  | -           | -           | -           | 16     | 7      |
| 2015-2016          | Basilea            | A                  | 18+7       | 9+3        | CS              | 5               | 13              | -                  | -                  | -                  | -           | -           | -           | 30     | 25     |
| 2016-2017          | Montpellier        | D1                 | 18         | 12         | CF              | 4               | 2               | -                  | -                  | -                  | -           | -           | -           | 22     | 14     |
| lug.-nov. 2017     | Montpellier        | D1                 | 2          | 0          | CF              | 0               | 0               | UWCL               | 0                  | 0                  | -           | -           | -           | 2      | 0      |
| Totale Montpellier | Totale Montpellier | Totale Montpellier | 32         | 17         |                 | 11              | 6               |                    | 0                  | 0                  |             | -           | -           | 43     | 23     |
| dic. 2017-2018     | Bordeaux           | D1                 | 12         | 0          | CF              | 1               | 0               | -                  | -                  | -                  | -           | -           | -           | 13     | 0      |
| 2018-2019          | Digione            | D1                 | 22         | 4          | CF              | 2               | 4               | -                  | -                  | -                  | -           | -           | -           | 24     | 8      |
| 2019-2020          | Roma               | A                  | 16         | 9          | CI              | 3               | 0               | -                  | -                  | -                  | -           | -           | -           | 19     | 9      |
| 2020-2021          | Roma               | A                  | 22         | 2          | CI              | 7               | 3               | -                  | -                  | -                  | SI          | 1           | 0           | 30     | 5      |
| Totale Roma        | Totale Roma        | Totale Roma        | 38         | 11         |                 | 10              | 3               |                    | -                  | -                  |             | 1           | 0           | 49     | 14     |
| 2021-2022          | Milan              | A                  | 22         | 10         | CI              | 6               | 5               | UWCL               | 2                  | 0                  | SI          | 2           | 1           | 32     | 16     |
| 2022-2023          | Milan              | A                  | 25         | 5          | CI              | 4               | 1               | -                  | -                  | -                  | -           | -           | -           | 29     | 6      |
| Totale Milan       | Totale Milan       | Totale Milan       | 47         | 15         |                 | 10              | 6               |                    | 2                  | 0                  |             | 2           | 1           | 61     | 22     |
| 2023-2024          | Juventus           | A                  | 23         | 8          | CI              | 4               | 2               | UWCL               | 1                  | 0                  | SI          | 1           | 0           | 29     | 10     |
| 2024-2025          | Juventus           | A                  | 24         | 0          | CI              | 5               | 1               | UWCL               | 7                  | 0                  | SI          | -           | -           | 36     | 1      |
| Totale Juventus    | Totale Juventus    | Totale Juventus    | 47         | 8          |                 | 9               | 3               |                    | 8                  | 0                  |             | 1           | 0           | 65     | 11     |
| Totale carriera    | Totale carriera    | Totale carriera    | 223        | 67         |                 | 49              | 35              |                    | 10                 | 0                  |             | 4           | 1           | 284    | 103    |

### Cronologia presenze e reti in nazionale
| Cronologia completa delle presenze e delle reti in nazionale ― Francia | Cronologia completa delle presenze e delle reti in nazionale ― Francia | Cronologia completa delle presenze e delle reti in nazionale ― Francia | Cronologia completa delle presenze e delle reti in nazionale ― Francia | Cronologia completa delle presenze e delle reti in nazionale ― Francia | Cronologia completa delle presenze e delle reti in nazionale ― Francia | Cronologia completa delle presenze e delle reti in nazionale ― Francia | Cronologia completa delle presenze e delle reti in nazionale ― Francia |
| Data                                                                   | Città                                                                  | In casa                                                                | Risultato                                                              | Ospiti                                                                 | Competizione                                                           | Reti                                                                   | Note                                                                   |
| ---------------------------------------------------------------------- | ---------------------------------------------------------------------- | ---------------------------------------------------------------------- | ---------------------------------------------------------------------- | ---------------------------------------------------------------------- | ---------------------------------------------------------------------- | ---------------------------------------------------------------------- | ---------------------------------------------------------------------- |
| 7-10-2022                                                              | Dresda                                                                 | Germania                                                               | 2 – 1                                                                  | Francia                                                                | Amichevole                                                             | -                                                                      | 61’                                                                    |
| 11-10-2022                                                             | Göteborg                                                               | Svezia                                                                 | 3 – 0                                                                  | Francia                                                                | Amichevole                                                             | -                                                                      | 46’                                                                    |
| 11-11-2022                                                             | La Nucia                                                               | Norvegia                                                               | 1 – 2                                                                  | Francia                                                                | Amichevole                                                             | -                                                                      | 76’                                                                    |
| 15-2-2023                                                              | Laval                                                                  | Francia                                                                | 1 – 0                                                                  | Danimarca                                                              | Tournoi de France 2023                                                 | -                                                                      | 77’                                                                    |
| 18-2-2023                                                              | Angers                                                                 | Francia                                                                | 5 – 1                                                                  | Uruguay                                                                | Tournoi de France 2023                                                 | -                                                                      |                                                                        |
| 21-2-2023                                                              | Angers                                                                 | Francia                                                                | 0 – 0                                                                  | Norvegia                                                               | Tournoi de France 2023                                                 | -                                                                      | 56’                                                                    |
| Totale                                                                 |                                                                        | Presenze                                                               | 6                                                                      |                                                                        | Reti                                                                   | 0                                                                      |                                                                        |

## Palmarès

### Club

#### Competizioni nazionali
- Coppa Italia: 2

Roma: 2020-2021
Juventus: 2024-2025
- Supercoppa italiana: 1

Juventus: 2023
- Campionato italiano: 1

Juventus: 2024-2025

### Nazionale
- Campionato d'Europa under 19: 1

2013